# Manette van Hamel
Manette van Hamel geboren Cramer, (Deventer, 4 augustus 1913- Kingston (New York), 17 juni 2012) was een Amerikaans kunstenares van Nederlandse komaf.
Mathilde Jeannette Cramer was dochter van militair, journalist en schrijver Hendrik Willem Egbert Cramer (1884-1944) en pianolerares Maria Christina Heyligers. Cramer werd in haar jeugd al wereldreiziger toen haar vader in New York als correspondent ging werken voor de Nieuwe Rotterdamsche Courant. Het huwelijk van haar ouders strandde in 1926; Manette keerde met haar moeder terug naar Nederland. Ze huwde in 1940 de in Nederlands-Indië geboren diplomaat Dick van Hamel (Diederik Alfred Hamel (1911-1997). Hun in Brussel geboren dochter Martine van Hamel werd een beroemd ballerina in de Verenigde Staten en Canada.
Cramer was al voor haar huwelijk actief in de kunsten. Ze haalde haar staatsexamen viool in 1936.  Na haar huwelijk vertrok ze al snel naar Londen, alwaar ze de bombardementen op de stad tijdens de Tweede Wereldoorlog meemaakte. Ze volgde haar man de gehele wereld over, van Singapore tot Toronto. Al tijdens dat diplomatenleven wijdde ze zich aan de edelsmidkunst en aan de schilderkunst (abstracte geometrische figuren). Ze was daarin volger van haar docent Rolph Scarlett. Er waren exposities van haar werk in de grote Amerikaanse steden, onder meer in het Museum of Contemporary Crafts in New York. Ze heeft ook een expositie gehad in het Stedelijk Museum Amsterdam. In 1972 ging het echtpaar met pensioen en vestigde zicht in Woodstock. Daar was ze een van de oprichters van het plaatselijke Woodstock Kamerorkest waarin ze viool en piano speelde; haar man speelde altviool. In 2000 was een deel van haar schilderijenoeuvre te zien in Bergen.
Werken van haar bevinden zich onder meer in de collecties van het Metropolitan Museum of Art en het Stedelijk Museum Amsterdam. Haar memoires getiteld The Flamboyant Tree verscheen in 2000.